# Niyu Dao
Niyu Dao (kinesiska: Niyü Shan, 霓屿岛) är en ö i Kina. Den ligger i provinsen Zhejiang, i den östra delen av landet, omkring 280 kilometer söder om provinshuvudstaden Hangzhou. Arean är 12,7 kvadratkilometer. Den sträcker sig 5,0 kilometer i nord-sydlig riktning, och 8,0 kilometer i öst-västlig riktning.
Genomsnittlig årsnederbörd är 2 049 millimeter. Den regnigaste månaden är juni, med i genomsnitt 283 mm nederbörd, och den torraste är juli, med 78 mm nederbörd.